# متلازمة بوشكيه-أوليندورف
متلازمة متلازمة بوشكيه-أوليندورف (بالإنجليزية: Buschke–Ollendorff syndrome)‏، والمعروفة أيضا باسم التنكس الليفي العدسي المنتشر (بالإنجليزية: Dermatofibrosis lenticularis disseminata)‏ هو اضطراب وراثي نادر يرتبط بالجين LEMD3، ويعتقد أنه موروث بطريقة جسمية سائدة. وسميت بهذا الاسم نسبة إلى ابراهام بوشكيه وهيلين أوليندورف كورث، حيث وصفاها في امرأة تبلغ من العمر 45 عامًا. وتردد حدوث تلك المتلازمة هو حالة واحدة تقريبا لكل 20.000 شخص، ويحدث بنفس النسبة في كل من الذكور والإناث.

## العلامات والأعراض

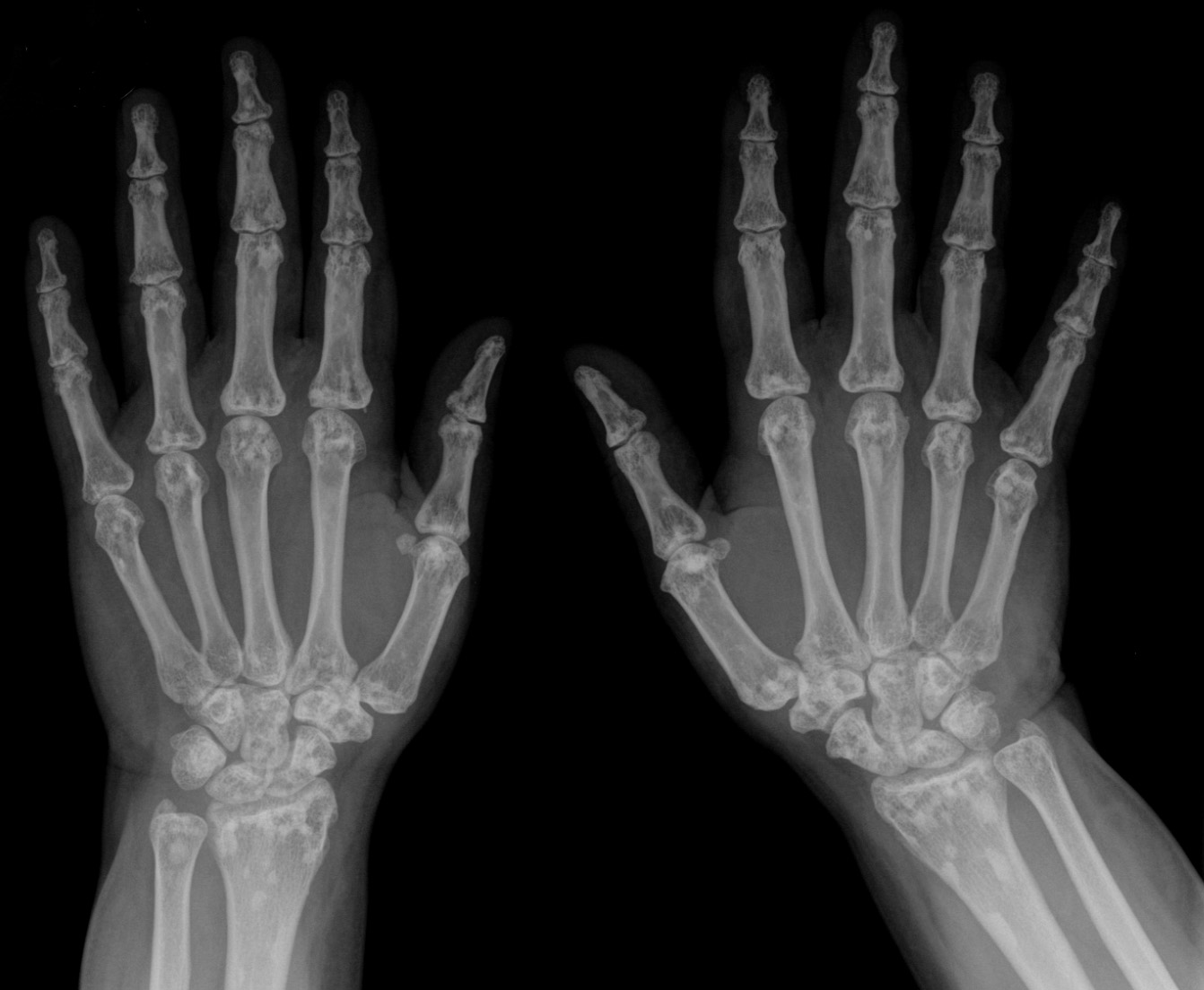
Oتبكل العظام

تتوافق علامات وأعراض هذه الحالة مع ما يلي:
- تبكل العظام
- آلام العظام
- شامة النسيج الضام
- شذوذ عظام الكردوس

وتشمل المضاعفات المحتملة: تضيق الأبهر وفقدان السمع.

## طريقة تطور المرض
تحدث متلازمة بوشكيه أوليندورف عن طريق عامل واحد مهم، وهو حدوث الطفرات في الجين LEMD3 (12q14)، الموجود على الكروموسوم 12.
ومن بين الجوانب الهامة للمتلازمة، فإن ما يحدث وراثيًا هو:

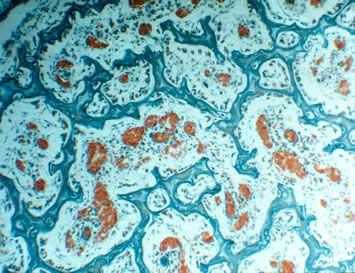
خلايا العظام

- يشار إلى البروتين LEMD3 أيضا باسم MAN1، وهو بروتين مهم في الغشاء النووي الداخلي.
- يقدم الجين LEMD3 تعليمات لإنتاج البروتين الذي يتحكم في الإشارات من أجل عامل النمو المحول بيتا.
- يساعد الجين LEMD3 في مسار بروتين تشكل العظام الجيني.
- تساعد كل من الطرق المذكورة أعلاه على نمو خلايا عظمية جديدة.
- تتحكم مسارات بروتين تشكل العظام الجيني وعامل النمول المحول بيتا في بروتينات SMADs، التي ترتبط بعد ذلك بالحامض النووي.
- بمجرد حدوث طفرة في LEMD3، يحدث انخفاض في البروتين، مما يؤدي بدوره إلى فائض من المسارين أعلاه.

## التشخيص

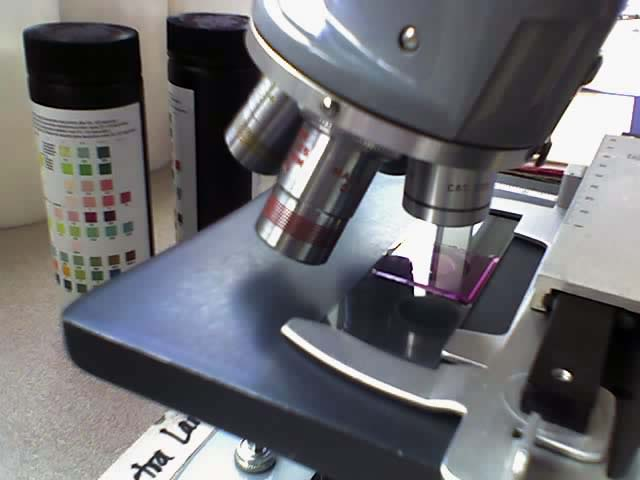
عينة نسيجية مصبوغة تحت المجهر

يمكن التحقق من تشخيص هذه الحالة عبر عدة تقنيات، مثل:
- الاختبارات الجينية
- الأشعة السينية
- الموجات فوق الصوتية
- الاختبار النسيجي

### التشخيص التفريقي
التشخيص التفريقي للشخص الذي يعتقد أنه مصاب بمتلازمة بوشكيه - أوليندورف هو ما يلي:
- التعظم الشبيه بالشمعة الذائبة
- انبثاث العظام المتصلب

## العلاج
قد يحدث مضاعفات تضيق الأبهر، وتكون الجراحة مطلوبة. وقد يتطلب علاج فقدان السمع أيضًا تدخلًا جراحيًا.

## روابط خارجية
- PubMed